# آمارال (بازیکن فوتبال، زاده ۱۹۷۸)
آندرسون کونرادو (به پرتغالی: Anderson Conrado) مدافع اهل برزیل است که در شهر Capivari و در تاریخ ۴ آوریل ۱۹۷۸ به دنیا آمده‌است.
آندرسون کونرادو در تیم‌های فوتبال Grêmio Esportivo Brasil سابقهٔ حضور دارد.